# ویلیام اوارت گلادستون
ویلیام اوارت گلادستون (به انگلیسی: William Ewart Gladstone) (زاده ۲۹ دسامبر ۱۸۰۹ – درگذشته ۱۹ مه ۱۸۹۸) دولتمرد اهل بریتانیا از حزب لیبرال با پیشینه‌ای دیرپا بود.
وی بیش از شصت سال در سیاست این کشور و نیز چهار بار نخست‌وزیر بریتانیا (۱۸۶۸–۱۸۷۴، ۱۸۸۰–۱۸۸۵، فوریه تا ژوئیه ۱۸۸۶، ۱۸۹۲–۱۸۹۴)
وی همچنین مسن‌ترین نخست‌وزیر بریتانیا تاکنون است که آخرین دوره در سن ۸۴ سالگی استعفا داد. او چهار بار نیز مشاور خزانه داری بوده‌است.

## زندگی
گلادستون اولین بار در ۱۸۳۲ وارد مجلس عوام به عنوان یک های ترویست شد. در کابینه سر رابرت پییل عضو بود. بعد از جدا شدن از محافظه‌کاران به عضویت حزب پییلیت درآمد. در ۱۸۵۹ پییلیتها با ویگ‌ها و رادیکال‌ها ادغام شدند و حزب لیبرال بریتانیا را تشکیل دادند. به عنوان مشاور او هزینه کردن از عموم را کم کرد و اصلاحات انتخاباتی انجام داد که عنوان ویلیام مردمی را برای او به همراه داشت.

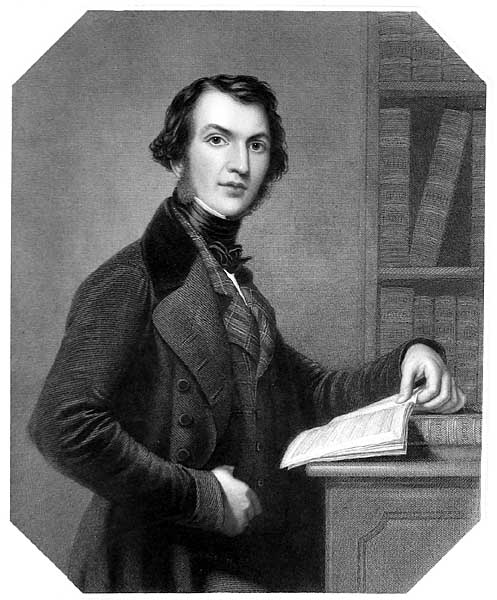
گلادستون در ۱۸۳۰

دوره اول وزارت او با اصلاحات زیادی همراه بود مثلاً برچیدن کلیسای ایرلند و دستور رأی دادن پنهانی.
بعد از اینکه در انتخابات ۱۸۷۴ شکست خورد گلادستون از رهبری حزب لیبرال استعفا داد اما در ۱۸۷۶ شروع به بازگشت کرد که بر پاپه موضع مخالف او در زمینه مناقشات ترکیه و بلغارستان بود. رقابت مدلوفین گلدسون ۱۸۷۹–۱۸۸۰ نمونه‌ای زودهنگام از استفاده از فناوری در رقابت‌های انتخاباتی عصر مدرن بود. بعد از انتخابات سال ۱۸۸۰ او دور دوم وزارتش را آغاز کرد که با بحران مصر همزمان شد (که به دنبال مرگ ژنرال گردون به اوج خود رسیده بود) و همین‌طور در ایرلند که دولت اقدامات پیشگیرانه انجام داده بود اما با اینحال حقوق قانونی کشاورزان مستأجر ایرلندی را افزایش داد. دولت همچنین اجرایه اصلاحات سوم را تصویب کرد.
وقتی باز در ۱۸۸۶ به مقامش بازگشت گلادستون قانون خودمختاری ایرلند را پیشنهاد کرد ولی در ژوئیه در مجلس عوام شکست خورد که نتیجه ان شکاف در حزب لیبرال بود امری که باعث دور ماندن آن‌ها از مقام نخست‌وزیری بر ۲۰ سال بجز مدتی کوتاه شد.
در ۱۸۹۲ گلادستون آخرین دولتش را در سن ۸۲ سالگی تشکیل داد. دومین لایحه خودمختاری ایرلند در مجلس عوام تصویب شد اما در ۱۸۹۳ در مجلس لردها رد شد. او در مارس ۱۸۹۴ استعفا کرد. در مقام مخالف اما در مجلس تا سال ۱۸۹۵ که مجلس را ترک کرد مخالف گسترش هزینه‌های نیروی دریایی بود. او سه سال بعد در ۸۸ سالگی درگذشت.

گلادستون بخاطر شیوه سخنرانی و رقابت با رهبر حزب محافظه کار بنجامین دیزرائیلی و همچنین روابط سرد با ملکه ویکتوریا که گفته بود:
او (گلدستون) همیشه برای من تعیین تکلیف می‌کند حتی اگر در ملاقات عمومی باشم
مشهور بود.
گلادستون در بین هوادارانش مهربانانه به عنوان ویلیام مردمی یا پیرمرد بزرگ شناخته می‌شد با این حال رهبر حزب محافظه کار (دیزرائیلی) او را تنها خطای خداوند می‌نامید. ("The People's William" or the "G.O.M." ("Grand Old Man", or, according to Disraeli, "God's Only Mistake")